# Сорока Василь Вікторович
Васи́ль Ві́кторович Соро́ка (11 квітня 1991, Одеса) — український військовослужбовець, старший лейтенант Служби безпеки України.

## Біографія

### Бій біля Керчі
25 листопада 2018 року катери «Бердянськ» та «Нікополь», а також рейдовий буксир «Яни Капу» здійснювали плановий перехід з Одеси до Маріуполя. Під час переходу українські кораблі зазнали нападу прикордонних сил Російської Федерації, внаслідок чого буксир взяло на таран російське судно «Дон», а «Бердянськ» під командуванням Мокряка пошкоджено артилерійським вогнем, через що майже вся команда катера зазнала поранень і не змогла чинити опір агресору під час штурму. Василь Сорока теж дістав поранення. Його, як і двох інших поранених українців, доставили до лікарні в Керчі, де їх прооперували.
Станом на 1 грудня 2018 року перебування невідоме. 30 листопада 2018 року представник Президента в АР Крим Борис Бабін заявив, що всіх полонених українців вивезли до Москви, оскільки місцеве населення Криму підтримувало полонених.

## Нагороди та відзнаки
21 березня 2019 року Указом Президента України № 83/2019, за особисті заслуги у зміцненні національної безпеки, мужність, високий професіоналізм та зразкове виконання службового обов'язку, нагороджений орденом «За мужність» ІІІ ступеня.